# Anolis triumphalis
Anolis triumphalis — вид ігуаноподібних ящірок родини анолісових (Dactyloidae). Ендемік Панами.

## Поширення і екологія
Anolis triumphalis відомі за типовим зразком, зібраним в провінції Дар'єн на сході Панами, існують також непідтвердження свідчення про спостереження виду в Колумбії.